# Peter Rollhäuser
Peter Rollhäuser (* 1889 in Vollmer, Wolga-Gebiet, Russisches Kaiserreich; † 20. September 1937 in Odessa, Sowjetunion) war ein russlanddeutscher römisch-katholischer Geistlicher und Märtyrer.

## Leben
Peter Rollhäuser wuchs im Bistum Tiraspol auf. Er studierte Theologie im Priesterseminar Saratow und wurde 1913 zum Priester geweiht. Die Stationen seines Wirkens waren: Vikar in Kostheim/Pokasne (Molotschna), 1914–1930 Pfarrer in Christina/Felsenburg (Gouvernement Cherson). Am 1. März 1937 wurde er verhaftet, am 20. September zum Tode verurteilt und noch am selben Tag erschossen.

## Gedenken
Die Römisch-katholische Kirche in Deutschland nahm Pfarrer Peter Rollhäuser als Märtyrer in das deutsche Martyrologium des 20. Jahrhunderts auf.